# Miłość czy pieniądze?
Miłość czy pieniądze? (oryg. Yes Boss) – bollywoodzka tragikomedia miłosna z 1997 roku w reżyserii Aziza Mirzy. W rolach głównych wystąpili Shah Rukh Khan i Juhi Chawla. Zdjęcia kręcono w Mumbaju oraz w szwajcarskim kantonie Berno (m.in. zamek Schadau w Thun, pociąg z Zweisimmen do Montreux, wieża Zytglogge w Bernie).
Film jest przeniesioną w realia Mumbaju adaptacją hollywoodzkiej komedii romantycznej Pieniądze albo miłość (1993) Barry'ego Sonnenfelda. Jego tematem jest konflikt między karierą a miłością.
Reżyser filmu Aziz Mirza i aktorzy odtwarzający główne role pracowali już wspólnie nad dwoma filmami: Raju, gentleman w każdym calu i Moje serce bije po indyjsku. Trzynaście lat współpracy zaowocowało założeniem razem wytwórni filmowej (Dreamz Unlimited/Red Chillies). Shah Rukh Khan stworzył parę z Juhi Chawlą także w innych filmach (Strach, Na drodze miłości, Sobowtór, One 2 Ka 4). 
Za rolę Rahula Shah Rukh Khan był nominowany do Nagrody Filmfare dla najlepszego aktora. Otrzymał tę nagrodę, ale za kreację w filmie Serce jest szalone.

## Fabuła
Mumbaj to miasto marzeń i szans na bogactwo, miasto nędzy i utraty złudzeń. Rahul (Shah Rukh Khan) marzy o posiadaniu tu własnej firmy reklamowej. Jego kariera zależy całkowicie od szefa w pracy, wyświadcza więc mu moralnie dwuznaczne usługi. Pomaga mu w uwodzeniu kolejnych dziewczyn, zrywa z nimi za niego, organizuje spotkania, załatwia prezenty. Kłamiąc kryje te zdrady przed jego żoną. Staje się mistrzem kłamstwa. Powtarzając wciąż "yes, boss" robi dla niego wszystko. Wątpliwości ogarniają go dopiero w chwili, gdy szef każe mu pomóc w zdobyciu dla niego Seemy (Juhi Chawla), dziewczyny, która wzbudziła zainteresowanie Rahula. 

## Obsada
- Shah Rukh Khan – Rahul Johi
- Juhi Chawla – Seema Bakshi
- Aditya Pancholi – Sinddharth Chardhury, szef Rahula
- Reema Lagoo – matka Rahula
- Kulbhushan Kharbanda
- Kashmira Shah – Sheela Chardhury, żona szefa
- i inni

## Muzyka i piosenki
Muzykę do filmu stworzył duet Jatin-Lalit, odpowiedzialny za muzykę do takich filmów, jak Czasem słońce, czasem deszcz czy Miłość żyje wiecznie.
1. "Chand Taare" – śpiewa Abhijeet
2. "Choodi Baji Hai"- Udit Narayan i Alka Yagnik
3. "Jaata Hai Tu Kahan " – Udit Narayan i Alka Yagnik
4. "Main Koi Aisa Geet Gaoon"- Abhijeet i Alka Yagnik
5. "Suniye To"- Abhijeet
6. "Ek Din Aap" – Kumar Sanu i Alka Yagnik

Dwie z tych piosenek mają za tło Szwajcarię (Alpy, Lucernę i Fribourg)

## Nominacje i nagrody
- dla Shah Rukh Khana nominacja do Nagrody Filmfare dla Najlepszego Aktora
- dla Aditya Pancholi nominacja do Nagrody Filmfare za Najlepszą Rolę Negatywną
- dla duetu Jatin- Lalit nominacja do Nagrody Filmfare za Najlepszą Muzykę
- dla Abhijeeta za piosenkę "Main Koi Aisa Geet Gaoon" – Nagroda Filmfare za Najlepszy Męski Głos w Playbacku
- dla Abhijeeta – Nagroda Screen Award za Najlepszy Męski Głos w Playbacku